# 廃棄物処理
廃棄物処理（はいきぶつしょり）は、廃棄物の分別、保管、収集、運搬、再生、焼却、処分等の一連の取り扱いをいう。再生は「廃棄物から原材料等の有用物を得ること、または処理して有用物にすること」と定義される。処分には減量・減容化、安定化・無害化等を目的とする中間処分と、埋立による最終処分がある。　廃棄物処理のコントロールは、排出量規制や処理コストの負担の義務付けなどの法令と、補助金やデポジットリファンドなど何らかの経済的インセンティブによってなされる。
廃棄物は場合によっては人間の健康と環境に悪影響を及ぼすので、廃棄物管理の目標はそれら悪影響を減少させることにある。廃棄物管理の大部分は、産業廃棄物および一般家庭の活動によって生じる都市廃棄物であるが、　その他生物学的廃棄物、医療廃棄物、放射性廃棄物を含むあらゆる種類への対処が要求される。廃棄物管理の行政サービスには、効率的で持続可能で社会的にサポートされた統合されたシステムが必要とされる。 廃棄物管理の実践は国々や地域によって統一されておらず、一般家庭廃棄物と産業廃棄物でも異なる。　
国連環境計画の2024年2月の報告によれば、2023年に人類は23億トンの廃棄物を発生させ、2050年には38億トンに達すると見積もっている。2020年度は廃棄物処理に係る直接経費に加え、環境汚染や健康被害に対する対策費用を合わせるとその廃棄物関連費用は3億6100万USドルであった。そこから見積もると、激増する廃棄物問題に何らかの対策を緊急に講じない限り、2050年にはその費用は6億4030万USドルに達するとしている。

## 廃棄物管理の原理

### 廃棄物ヒエラルキー
効果的な廃棄物管理は「7R」の実践を含む。
- Refuse：拒否（不要品の購入を）
- Reduce：削減
- Reuse：再利用
- Repair：修理
- Repurpose：転用
- Recycle：リサイクル
- Recover：回収

廃棄物ヒエラルキーの図式

これらの「7R」のうち、最初の2つ（RefuseおよびReduce）は、廃棄物の生成防止であり、不要な製品を購入しないことや消費を減らすことであり、その次の2つ（ReuseおよびRepair）は、既存の製品の寿命の延長であり、その次の2つ（RepurposeとRecycle）は、その製品に使用された材料の最大限の利用であり、最後の「Recover」は廃棄物を燃やしてその熱から発電するような材料由来のエネルギーの回収を含む、最も好ましくない低レベルな廃棄物管理の実践である。「Disposal」として捨てられること、すなわち埋立やエネルギー回収のない焼却による廃棄物処分はこの７Rには含まれず、予防も転用も回収もされなかった廃棄物に対する最終手段である。
廃棄物ヒエラルキーは上記7Rのうち削減、再利用、リサイクルの「3R」を廃棄物の最少化の観点の好ましさから階層化する考え方であり、ほとんどの廃棄物管理の基盤となる原則である。その目的は製品から最大限の実益を得て、資源回収などの戦略も含め最終的な廃棄物量を最少化することにある。 　合理的で一貫性のある廃棄物ヒエラルキーの適用には、次のような多くの利点がある。　
- 経済 - 資源の使用、処理、廃棄の手段を通じて経済効率を向上させ、リサイクルのための市場を作成することは、製品と材料の生産および消費において効率的な市場を生み出し、雇用や新しいビジネスの機会になる。
- 環境 - 環境への悪影響を減少し、空気と水の質の向上につながり、温室効果ガスの排出を減少させる。
- 世代間の公平性 - 後の世代により強固な経済、より公正で包括的な社会、およびより清潔な環境が提供される。

### 廃棄物の発生回避および削減方法
廃棄物管理の重要な方法の一つは、廃棄物の発生を防ぐことすなわち廃棄物削減または廃棄物最少化である。その方法は、中古品の利用、修理、製品容器を再充填または再利用可能にすること、使い捨て製品の使用禁止、容器や包装材をリサイクルする前に食品残渣などを洗浄しリサイクル可能率を上げること、 使用材料が少なくて済む製品設計（軽量化缶など）などである。

### 製品のライフサイクル
ライフサイクルは製品デザインから始まり、製造、流通、使用を経て、廃棄物ヒエラルキーに従った削減、再利用、リサイクルの各段階を追う。政策は例えばその製品の必要性を熟慮し、必要ならばその使用を延長し耐用年数後の廃棄物の発生を最小限に抑えるために製品デザインを促すことなどで介入する機会がある。

### リソース効率
リソース効率は、商品の生産と消費からの環境への影響を最小化するための尺度であり、地球からの資源採取から最後の使用と廃棄に至るまでの範囲を扱う。　リソース効率は、現行の生産と消費のパターンでは、将来的な経済成長と発展を維持できないという認識を反映している。例えば富裕国は過剰消費を実行しており地球が補充できる以上のリソース（資源、エネルギー）を搾取していることからリソース効率が悪い。

### 汚染者負担の原則
汚染者負担の原則は、環境汚染に対して汚染者が負担を負うべきであるとする原則をいう。廃棄物管理に関しては、一般的には廃棄物発生者が適切な処分の責任があるとされているが、　プラスチック汚染に関しては、プラスチック生産者もその行いの歴史からの責任が問われている。

### 廃棄物の価値化
廃棄物の価値化、有益な再利用、価値の回収、または廃棄物再生は、廃棄物から経済的に有用な材料が作成される過程をいい、ある製品を生産または処理する際の残渣が別の産業プロセスの原材料またはエネルギーフィードストックとして使用されるプロセスに適用される。
産業廃棄物は、一般家庭廃棄物と異なり一貫性があり予測しやすいため価値化に向くが、歴史的にはほとんどの産業は産業廃棄物を価値化せず処分し、しばしば産業廃棄物汚染を引き起こした。 その後規制強化や、社会経済の変化、1990-2000年代に導入された持続可能な開発や循環経済の考え方により、産業廃棄物を付加価値のある材料として回収することに注目されるようになった。（例えばプラスチック製品の製造過程で発生するポストインダストリアルレジン） 　

## 廃棄物の取り扱い、輸送、処理法

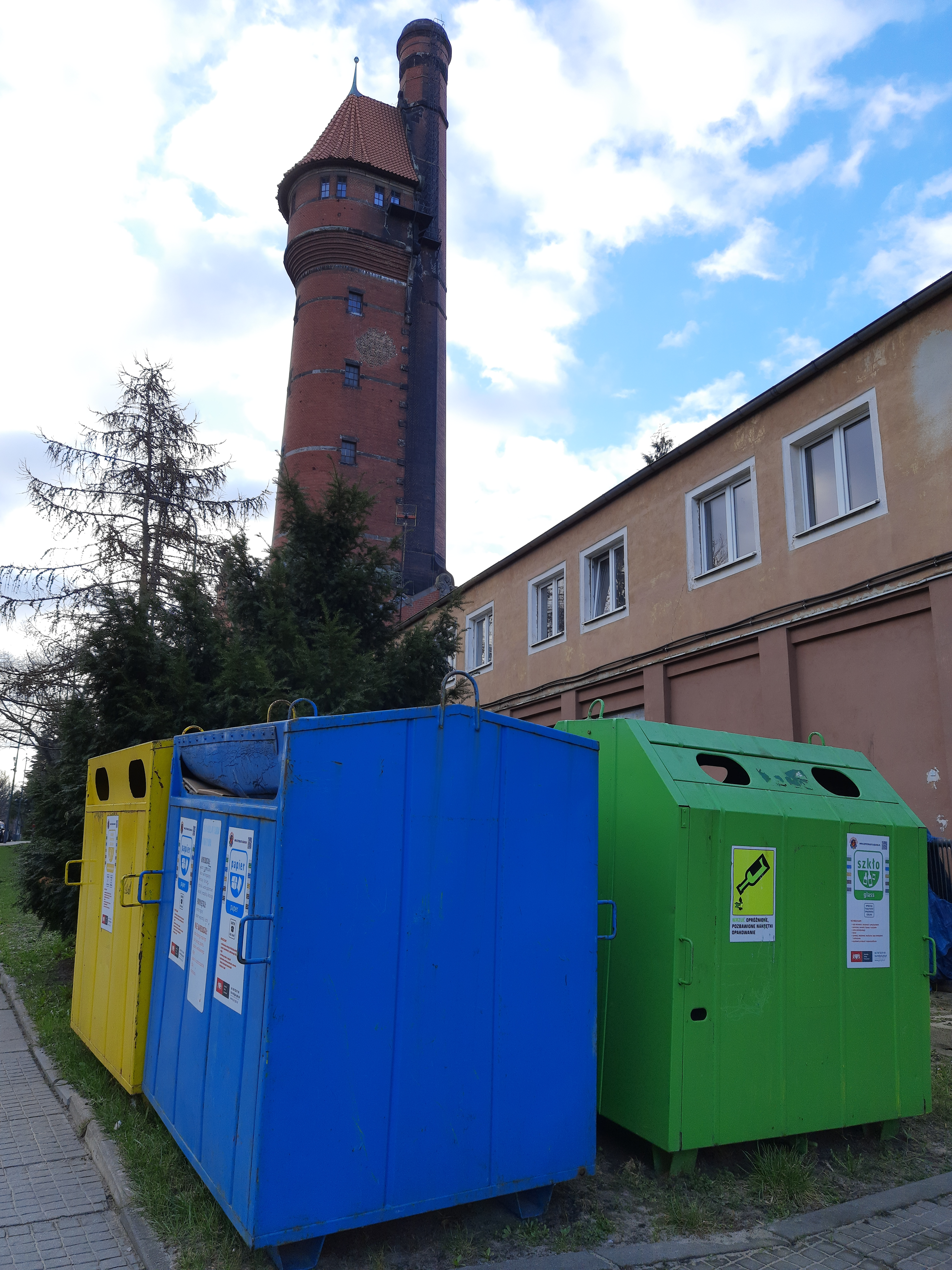
ガダンスク工科大学の消費者廃棄物収集用コンテナ

異なる国や地域において、廃棄物収集の方法は大きく異なる。一般家庭廃棄物の収集・処理は、通常はその発生元の地方自治体によって提供され、産業廃棄物はしばしば私営企業によって処理される。発展途上国などでは正式な廃棄物収集システムが存在しないことがある。一般家庭廃棄物を処理する地方自治体が環境持続可能性を測定する基準を持っていないと、環境に悪影響を及ぼす。
専用のゴミ収集車による定期的収集はほとんどの先進国都市部で一般的であるが、一部農村地域では各家庭が廃棄物収集所に持ち込むこともある。収集された多様な廃棄物は種類ごとに適切な処理施設に送られる。またヨーロッパや北アメリカ一部の地域では、廃棄物は家庭や商業施設から小口径の管を通じバキューム収集される。

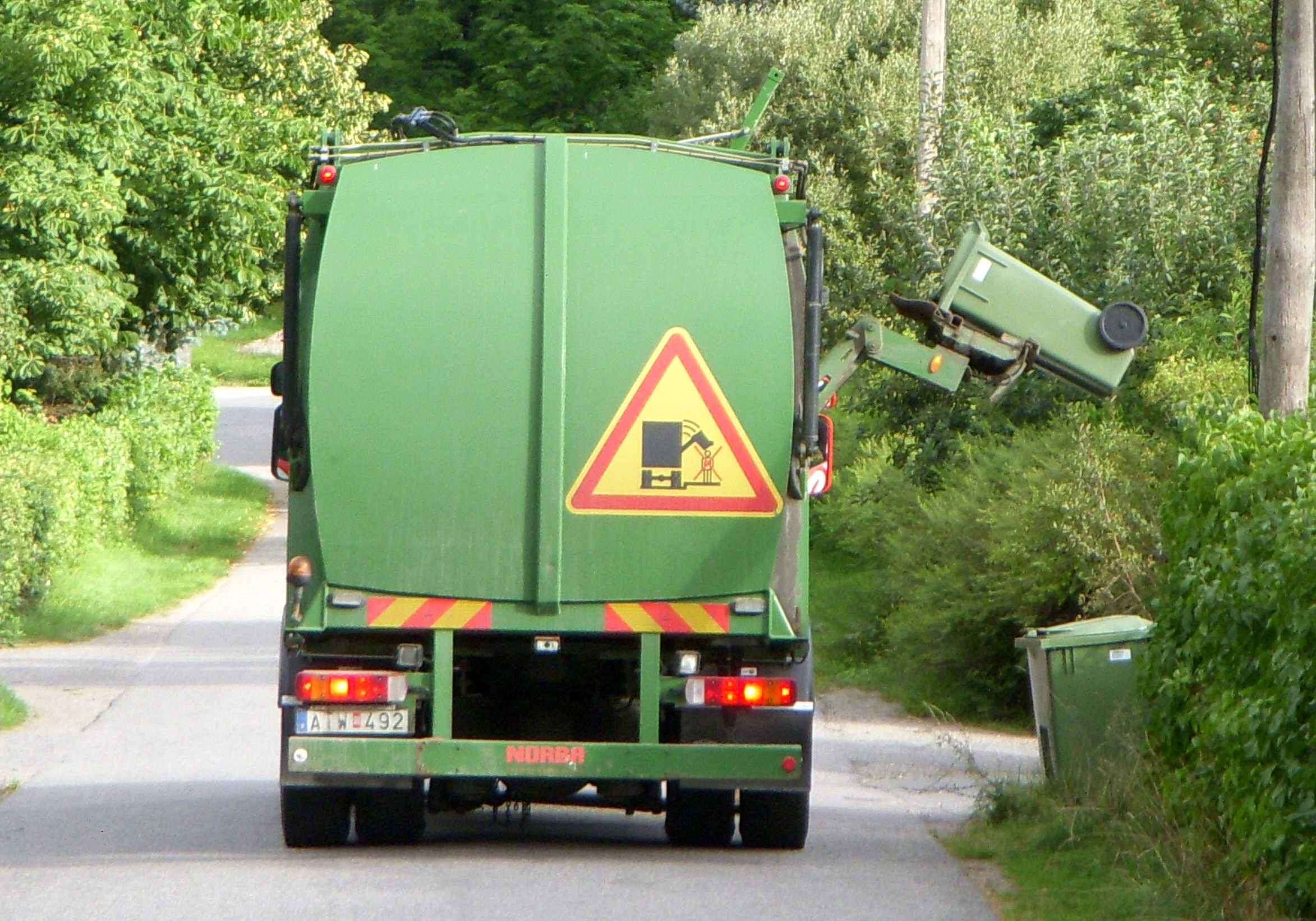
スウェーデン、ストックホルムのごみ収集車

### 分別

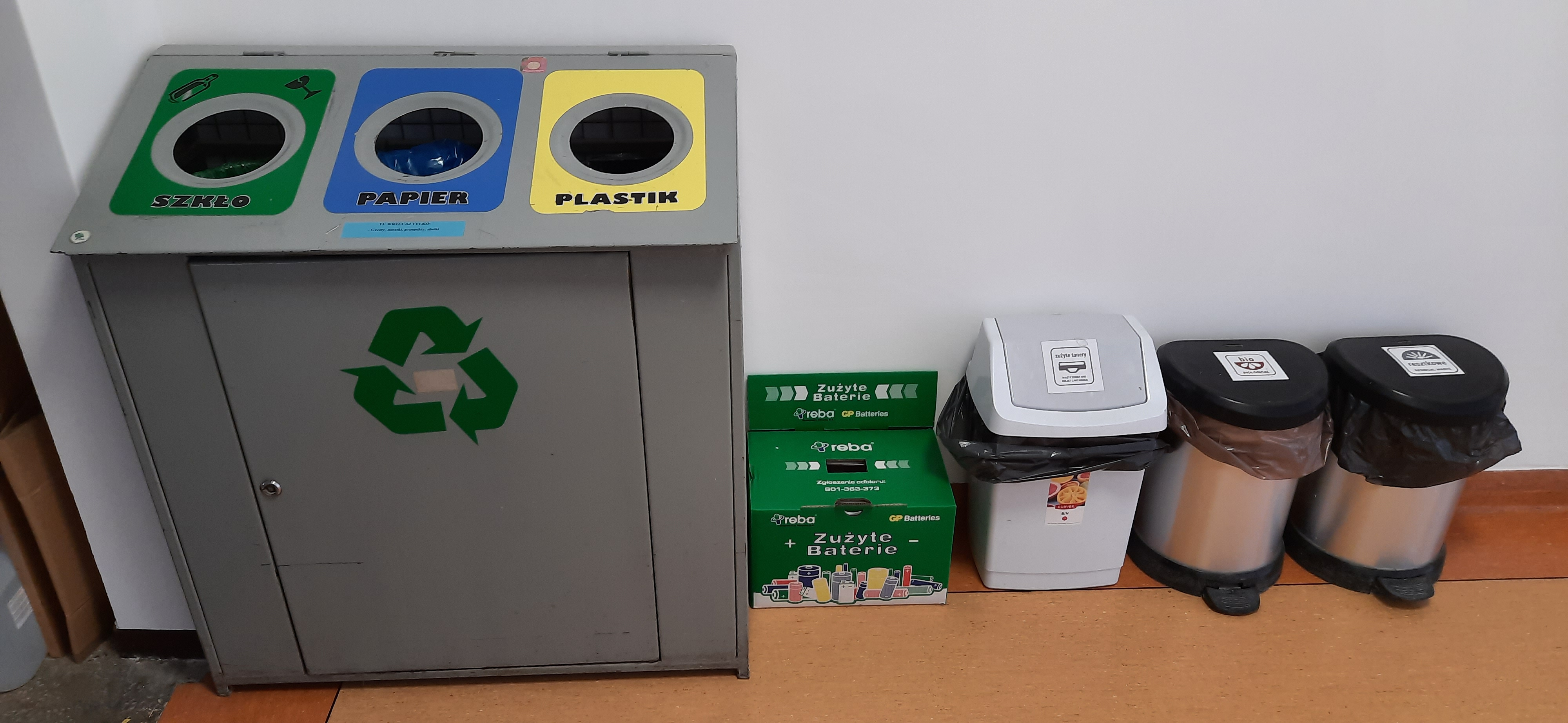
グダンスク工科大学のリサイクル分別

分別は廃棄物の種類ごとに堆肥化、リサイクル、焼却など異なるプロセスを適用しやすくすることを目的とする。その際重要なことは地域社会での実践の意識を確保することである。そのためにも分別のプロセスは地域社会に十分説明され理解が行き届く必要がある。
あらかじめ適切に廃棄物を分別すると処理コストを抑えることができる。その他にも法的な義務、廃棄物処理人員の安全の確保、地域環境の保護など、分別が重要な理由はいくつもある。そのために廃棄物種類ごとのラベリング（回収容器の表記や色分けなど）、十分なサイズと数の廃棄物回収容器の確保、分別が重要な理由の明示などが行われる。

### 埋立

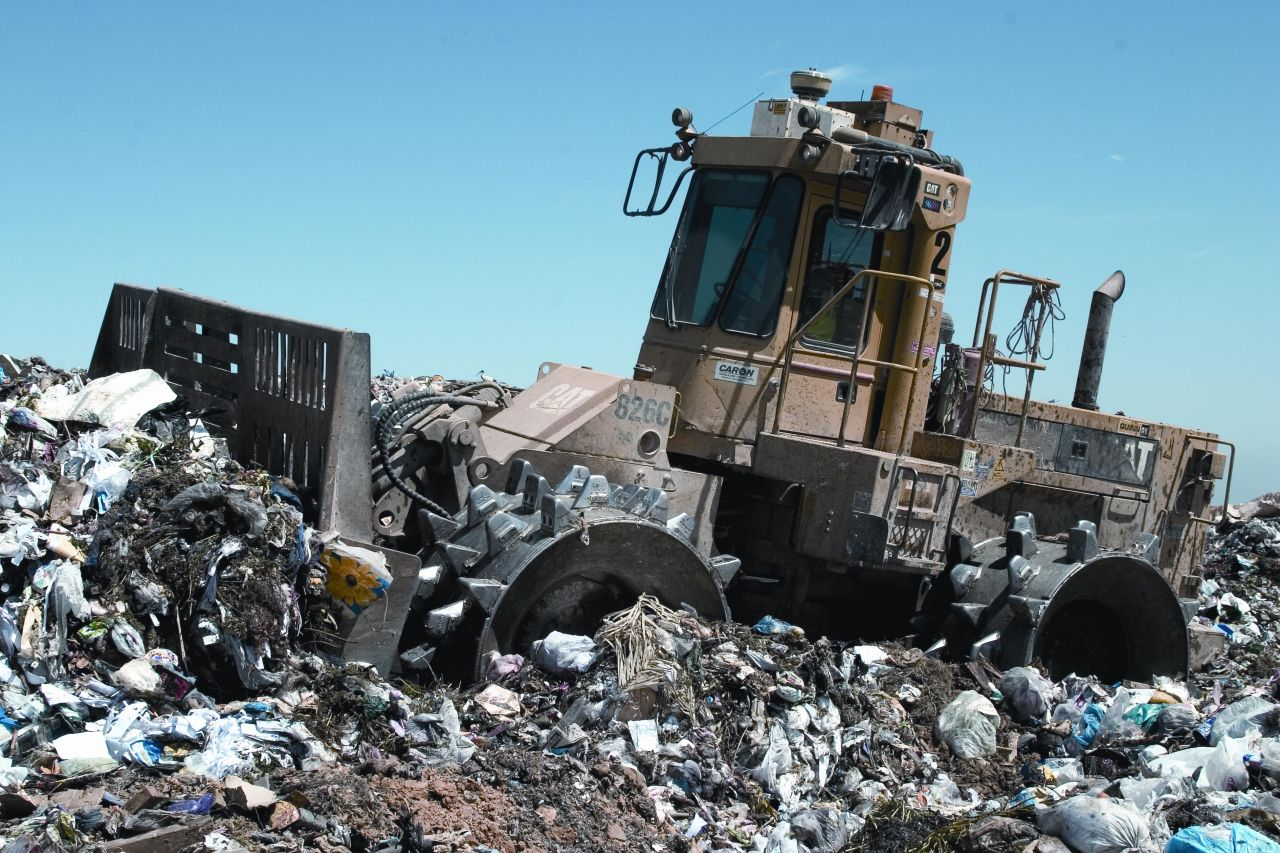
作業中の埋立地圧縮車

埋立は最も古い廃棄物処分形態であり、廃棄物を最終的な被覆で埋める方法は1940年代に始まった。埋立地は廃棄物の最終処分場として知られる場所であり、その一部は廃棄物の仮置き、集約、転送、分別、処理、リサイクルなどさまざまな段階のためにも使用される。埋め立て地の地盤が安定化されていないと、地震で地盤液状化を引き起こす可能性がある。

### 焼却

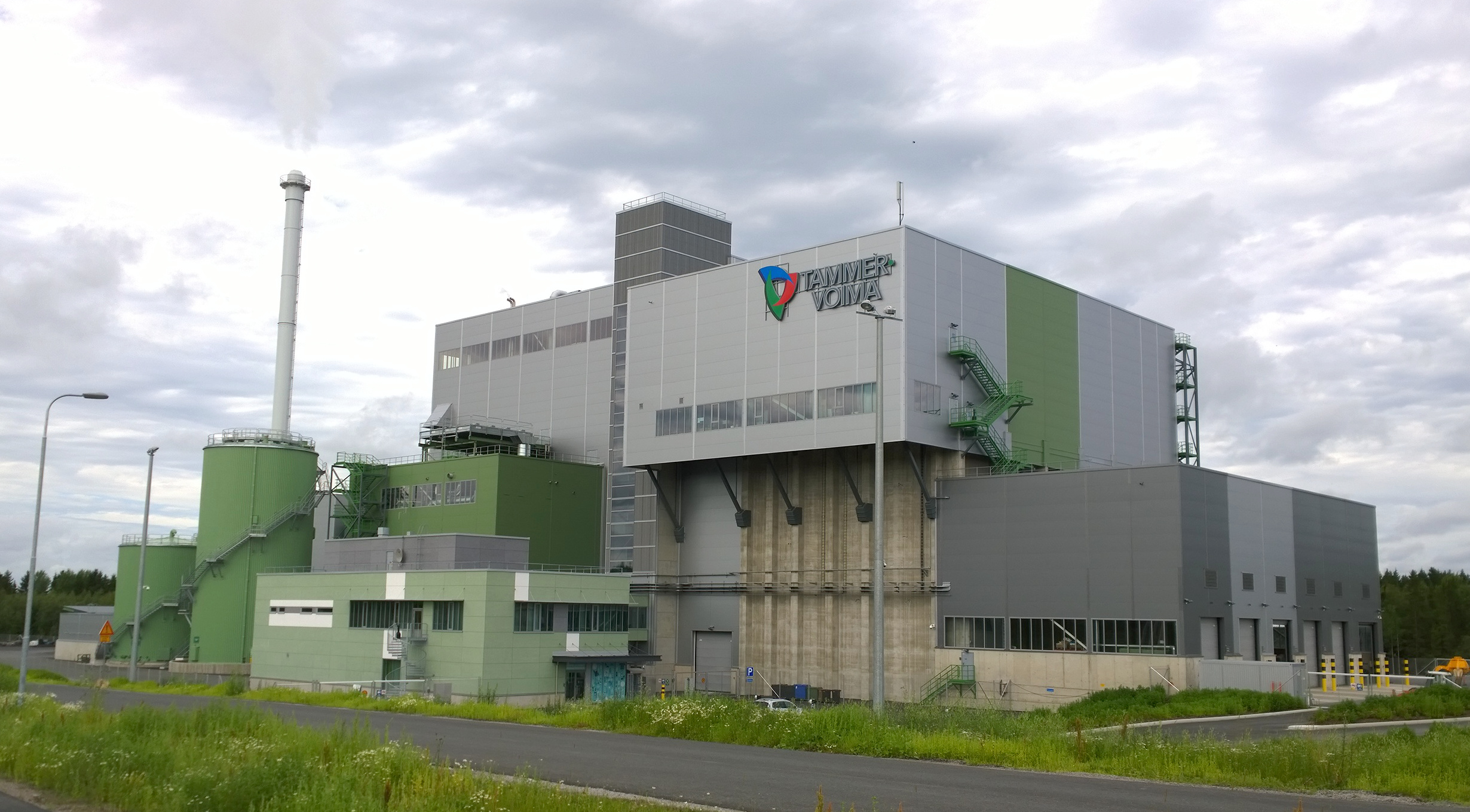
フィンランド、タンペレのタラステヤルヴィ焼却プラント

焼却では、固体状の廃棄物を燃焼させ、熱、ガス、蒸気、灰に変換し、その容積を80-95％削減するが 、大量の地球温暖化ガスの二酸化炭素や、不完全燃焼に伴うダイオキシン、フラン、PAH（多環芳香族炭化水素）や、燃焼プロセスで揮発化する水銀や鉛などの重金属など、多様な有毒の汚染物質の大気中への排出の問題がある。
埋立処理が認められない特定の有害廃棄物（医療廃棄物など）の処分では事実上唯一の実用的な方法として認識されている。焼却は広い面積の埋立地を必要としないことから、日本、シンガポール、オランダなどの土地が限られている国では埋立よりも実践されている。日本には1000か所以上のゴミ焼却施設があり、これは全世界の半分以上で断トツに世界一であるが、そのうち40％近くで焼却発電（エネルギー回収）を実施している。
地球規模の廃棄物、その管理、および人間の健康と生活への影響に関する2021年の系統的レビューでは、全ての市町村廃棄物の約4分の1が回収されず、回収された廃棄物もその4分の1は適切に処理されず、焼却設備外で公然と焼却されたと結論づけている。これは年間約10億トンに相当する。

### 新しい処理技術
新しい技術の導入は廃棄物管理業界では遅れがちであるが、RFID（Radio Frequency Identification：固形廃棄物の物流で再利用可能なものを自動識別するためのシステム）タグ、GPS、統合ソフトウェアパッケージなどがある。これらの技術は、推定や手動データ入力なしでより質の高いデータを収集することを可能にしており、 一部の先進国で利用されている。

### 廃棄物管理における危険性
廃棄物への暴露はしばしば有害であり、その中でも特に悪化しやすい主な疾患に喘息や結核がある。 廃棄物処理従事者でない一般人が廃棄物に暴露される程度はその周囲の地域状況に強く依存する。発展途上国の一部地域や低所得地域の住民は特に廃棄物などの暴露を受けやすい。 廃棄物に起因する危険性は非常に広範であらゆる種類の廃棄物を対象とし、異なる種類の廃棄物処理のために多くの異なるガイドラインがある。

## 廃棄物処理コストの財源
ほとんどの先進国では、一般家庭廃棄物処理は税金で賄われることが一般的で、各家庭の所得や財産に関連させていることがある。一方、商業および産業廃棄物の処理は通常、廃棄物処理業サービスとして実施され、最終処分費用が含まれた料金として請求される。この慣行はしばしば処理業者が再利用やリサイクルなどを実践せず、埋立など安易安価な最終処分や不法投棄をすることを促す余地がある。
都市廃棄物管理の資金調達は市政府にとって多大なものとなることがある。寄付や助成金は、都市の廃棄物管理インフラを発展させるが、その助成金の誘致と利用は寄付者が何を重要視するかに左右されるため、市政府がその資金を廃棄物管理のどの側面に分配すべきかを指示する際に制約となることがある。
台北やサンフランシスコなどの自治体では廃棄物の発生元の世帯や産業に対し、その廃棄物の量に応じて料金を課している。一般家庭廃棄物はその自治体公認のごみ袋（しばしば有料でそれを財源の一部とする）に入れられた場合のみ収集される。この政策により、廃棄物発生量が減少しリサイクル率が向上する。　またイタリアなど別の地域では料金を固定率と変動率の2つのレートに基づくものとし、固定率は家のサイズ、変動率は家に住んでいる人数によってそれぞれ決まる。

## リサイクル

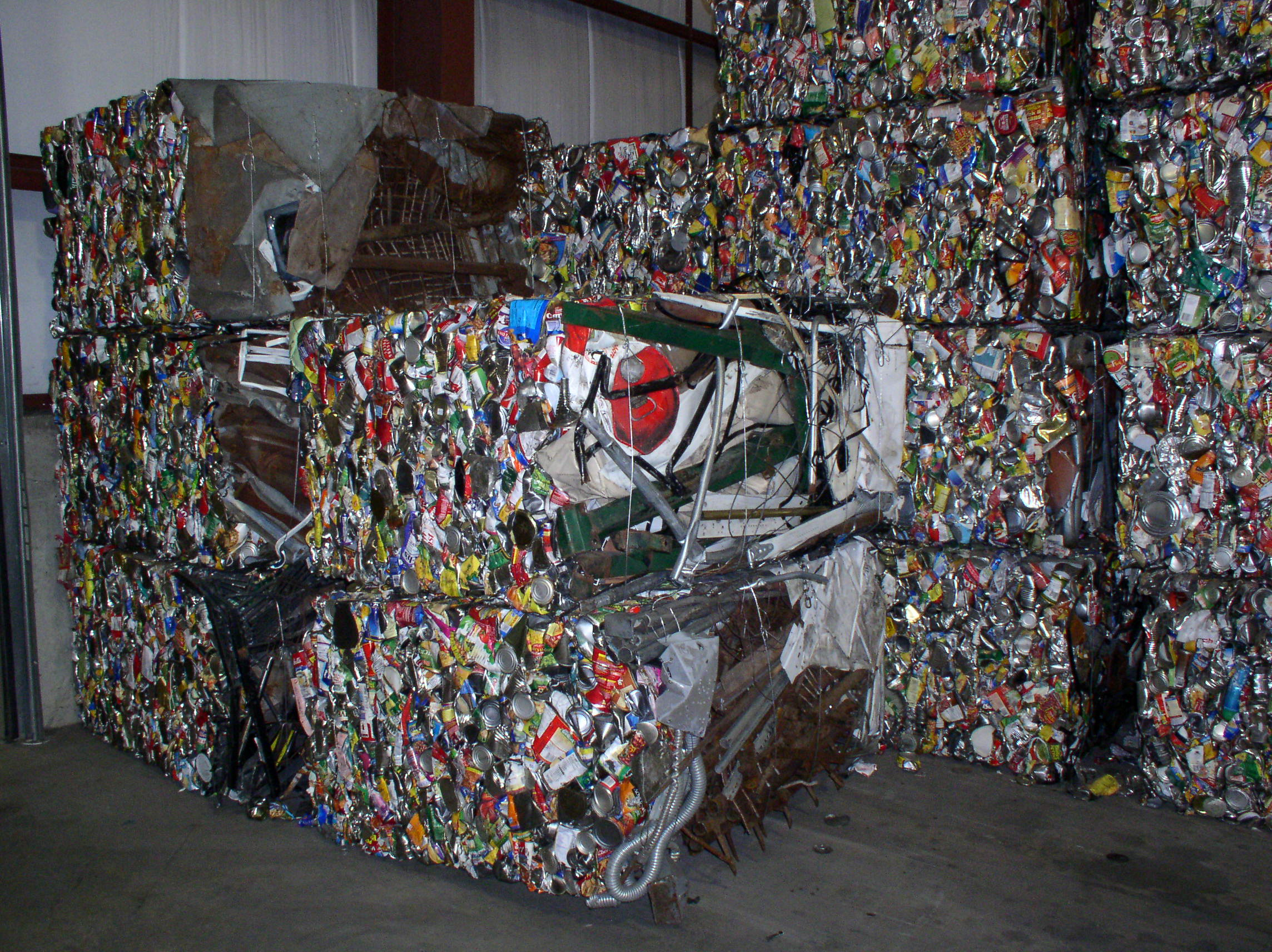
リサイクル用に鋼鉄を破砕して束にしている

リサイクル用廃棄物はしばしば専用の回収容器や収集車により収集され、一部の地域ではその廃棄物の材料ごと（紙、プラスチック、金属など）に異なる回収容器に分別することが求められるが、すべてのリサイクル可能な廃棄物をまとめて一つの回収容器で収集し、分別は後でリサイクルセンター施設で行う（「シングルストリームリサイクル」）。

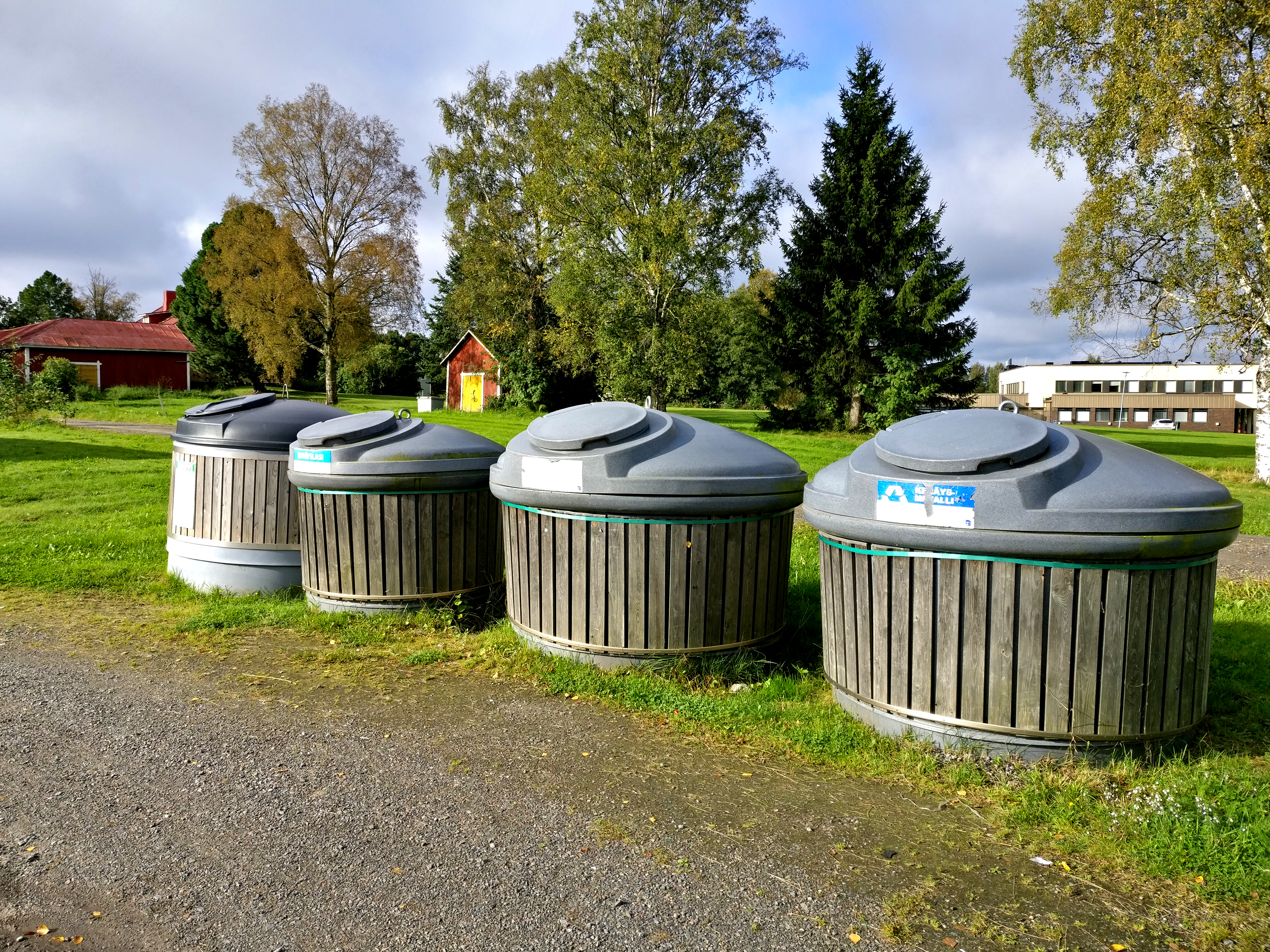
フィンランド、ラッパヤルヴィのリサイクルポイント

最も一般的にリサイクルされる消費者製品には、アルミニウム（アルミ缶など）、銅（ワイヤーなど）、鋼鉄（食品缶やスプレー缶）、古い鋼鉄製の家具や機器、ゴムタイヤ、ポリエチレン、PETボトル、ガラス瓶、古紙類（カートン、新聞、雑誌、軽量紙、段ボール箱など）がある。　頻度は少ないがPVC、LDPE、ポリプロピレン、およびポリスチレンもプラスチックリサイクル可能である。複雑な製品（電気・電子機器廃棄物など）のリサイクルは、部品ごとの分解と分解後の分離が必要で難しくコストが高くつく。
リサイクル可能とされる廃棄物材料の種類は地域によって異なり、さまざまなリサイクルプログラムがあるが、再処理された廃棄物材料の経済的価値はしばしば変動する。

## 再使用

### 生物学的処理

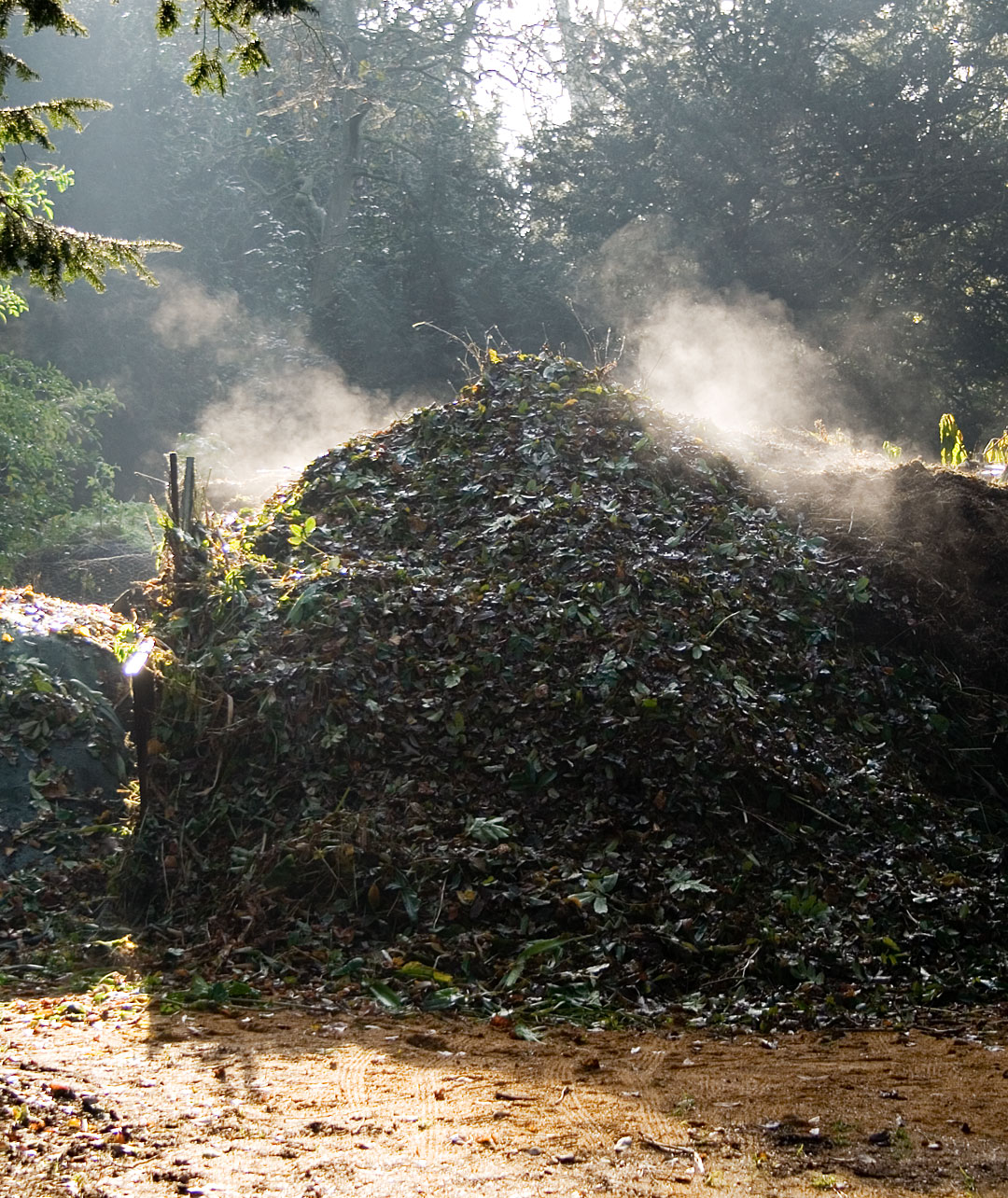
活動中の堆肥化ヒープ

廃棄物管理における生物学的処理の目的は、有機物の自然な分解プロセスを制御・加速することにある。生物由来廃棄物（植物素材、食品くず、紙製品など）は、堆肥化や消化プロセスで分解したのち、農業や造園の堆肥として利用される。そのプロセスからの廃ガス（メタンなど）も捕捉されてエネルギー発生に使用できる（コジェネレーション/共同発電）。単純な家庭用堆肥から大規模な産業消化プロセスまで、複雑さが異なる多種類の方法と技術があり、好気性または嫌気性の方法として分類され、それらの方法の組み合わせも使われる。固体廃棄物の有機物を嫌気性消化する方法は、埋立地や焼却よりも環境に負担をかけない。

### エネルギー回収

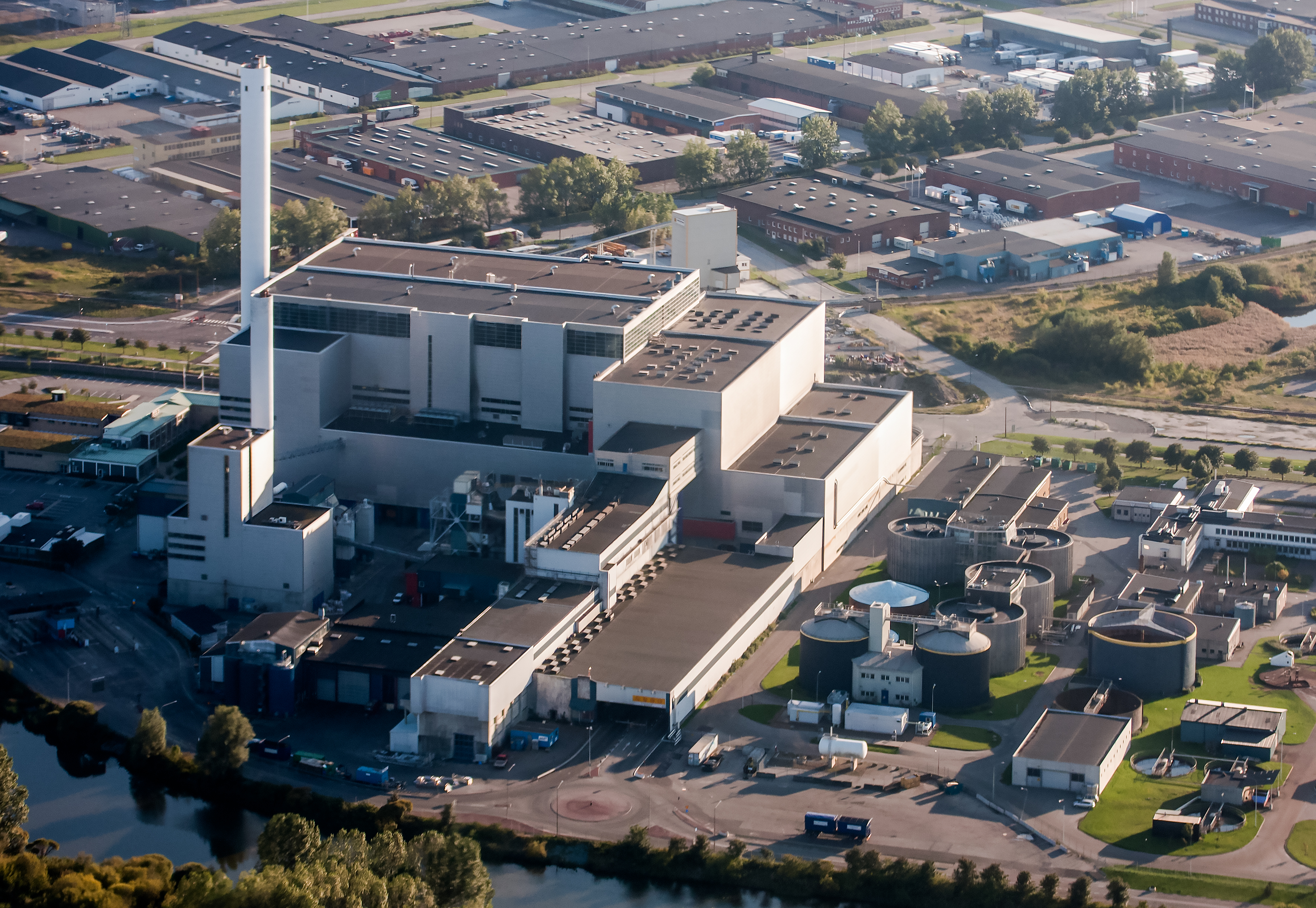
廃棄物からエネルギー回収するプラント

再利用不可能な廃棄物を燃焼、ガス化、熱分解、嫌気性消化、および埋立ガス回収など、さまざまなプロセスを通じて熱、電力、または燃料に変換する。 日本ではこのプロセスを「サーマルリサイクル」と呼ぶが、これは廃棄物を化石燃料の代替で使用する再生不可能プロセスであり、廃棄物ヒエラルキーではリサイクルとしては扱われない。日本以外の国で使われる「廃棄物からエネルギー」という用語が正しく、化石燃料消費を補完することで二酸化炭素排出を減少させ、また埋立地からのメタン発生も減少させることができる。 世界的に見て、廃棄物からエネルギーへの取り組みは廃棄物管理の16％を占める。

### 熱分解
廃棄物を燃料源として使用する以外に、廃棄物材料を酸素遮断条件で高温処理することで熱分解およびガス化も行われる。熱分解プロセスに投入される多くの有機物廃棄物（廃木材、食品残滓、プラスチック、タイヤなど）は、化石燃料への代替となり得る。 熱分解は、熱によって酸素遮断条件下、有機物を分解する熱化学的なプロセスであり、高圧の密閉容器内で実施される。熱分解によりさまざまな炭化水素分子が生成し、 それらはエネルギーを生成するために燃焼させるか、精製して新たな化学原料として使用される。熱分解の速度は温度とともに増加し、産業用途では、温度は430°C以上になる。　廃棄物によっては塩化水素や二酸化硫黄などの有毒ガスを生成することがある。　プラズマアークガス化により一酸化炭素と水素からなる合成ガス（水性ガス）に変換し発電燃料とすることも行われる。また熱分解の代わりに高温高圧下で超臨界水分解（水熱単相酸化）することもできる。　

### 炭化
炭化は廃棄物の構成成分のうち大部分の炭素原子を残して他の成分を気化し炭として回収するものである。理論上大気中への二酸化炭素排出量が焼却よりも少ないことから地球温暖化への悪影響が少なく（炭化率100％なら二酸化炭素排出は原理上0%だが実際の炭化率は廃棄物材質により異なる）、リサイクル不可能な廃棄物でも実施できることから、実用的な廃棄物再利用法として多くの研究が進められ、実際にハワイの海岸漂着プラスチック廃棄物処理への応用が行われた。問題となるのはポリ塩化ビニルなど塩素を含むプラスチックからは塩化水素が発生し炭化炉を腐食し、大気中に排出すると大気汚染につながることであるが、前処理により先に塩素を除去するなどの方法も開発されている。処理後に残留する炭は金属、ガラス、砂などが含まれなければ活性炭やその他の炭素材料として用途があり商用化されているものもある。

### 資源回収
資源回収は廃棄物からその構成材料を回収し、新たな使用目的に再利用するプロセスであり 、資源回収施設で行われる。 資源回収は廃棄物の量と資源消費の両方を減少させる。　資源回収が有益な例として、回路基板から回収して利益を得られる有価金属や、園芸用品や歩道の被覆を作る材料になるパレットやその他廃木材などがある。

## 電気・電子機器廃棄物（e-waste）

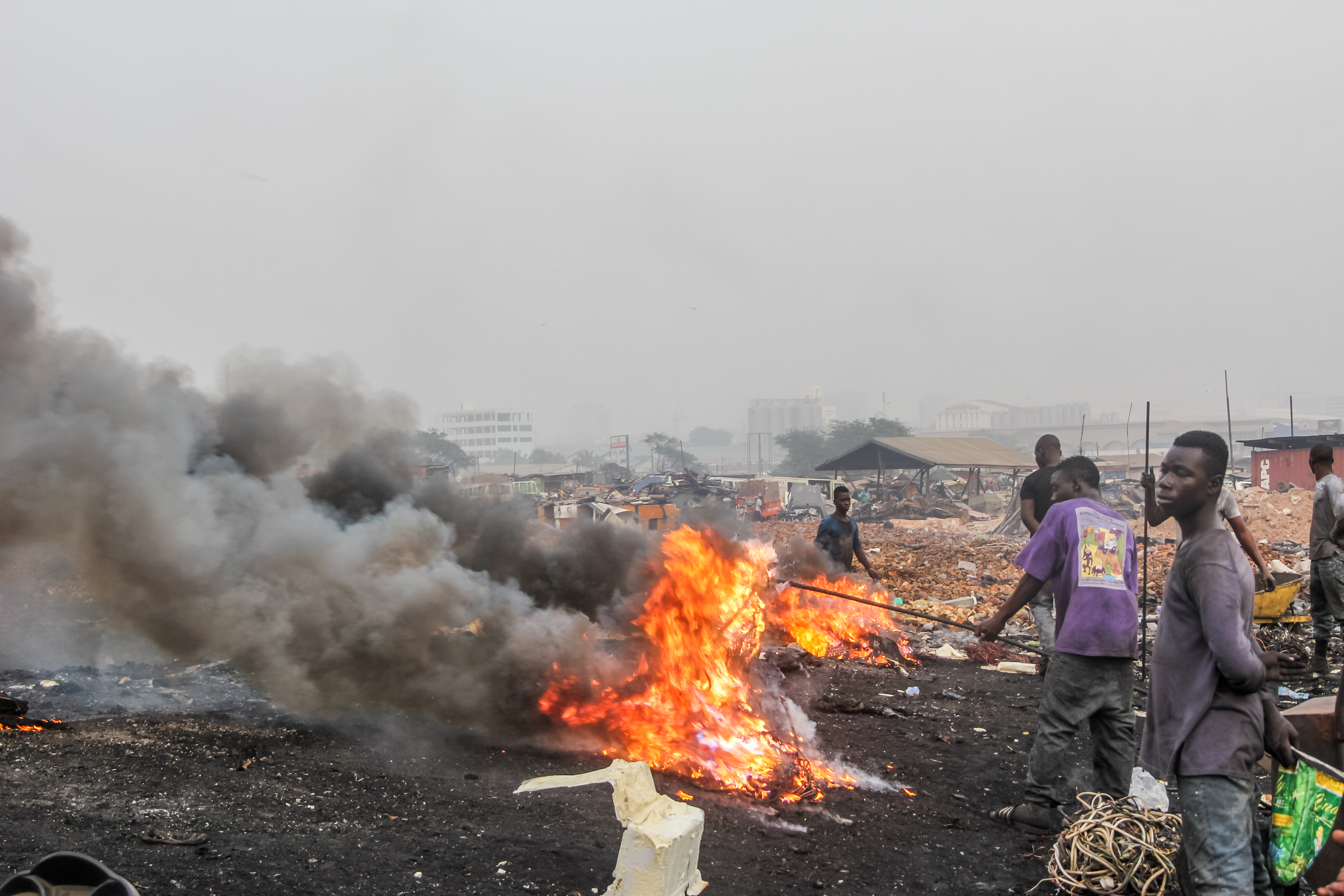
ガーナのアクラ近くにある世界最大の電気・電子機器廃棄物処理場であるアグボグブロシーで、拾い手は廃棄物から有価金属を回収するためプラスチックなど廃棄物の可燃部を大量に焼却する。これにより拾い手とその地元のコミュニティが大量の有毒な煙にさらされ大気汚染を生じる。

電気・電子機器廃棄物（eウェイスト）には、廃棄されたコンピューター、ディスプレイ、マザーボード、携帯電話と充電器、音響機器、テレビ、エアコン、冷蔵庫など非常に多様な廃棄製品が含まれる。
2017年の国連のグローバルeウェイストモニターによれば、世界で電気・電子機器廃棄物発生量で最悪なのはアメリカで、以下中国、日本、ドイツ、インドと続き、　2020年の同報告によると、2019年には世界中で5360万トンもの電気・電子機器廃棄物が発生、わずか5年で21％増加した。その5360万トンのうち510万トンが国境を越えて輸出入された。　この報告書はまた、2030年までに世界の電気・電子機器廃棄物が7400万トンに達し、2050年までに倍増すると予測している。　
電気・電子機器廃棄物は最も急速に増加している都市廃棄物であり、主に不要な買い替えを促すメーカーの計画的陳腐化戦略、短い寿命、修理を考慮にいれない大量生産製品の設計による修理の拒否や修理より買い替えの方が低コストであることによってさらに後押しされ一層地球環境悪化を引き起こしている。上記2019年の電気・電子機器廃棄物のうちリサイクル収集されたのはわずか17.4％であり、このことは、金、銀、銅、プラチナなどの有価金属類材料が回収可能であるにもかかわらず、大半が投棄または焼却されたことを意味する。これらの金属材料の価値は保守的に見積もっても570億USドルであり、ほとんどの国の国内総生産よりも大きな金額である。
電気・電子機器とその廃棄物に対し推奨される実践は：
1. Refuse: メーカーの戦略にのらず本当に必要でない限り新しい製品を購入しない。（これは電気・電子機器に限らず如何なる製品でも推奨される。）
2. Recycle: 修理できない場合は責任を持ってリサイクルする。Great Lakes Electronics Corporation[73]などのリサイクル企業に修理不能電気・電子機器を持参することの利点は非常に大きい。物理的に壊れている部分があれば部品など散逸しないよう梱包する。その際ゴム手袋とマスクを着用して扱う。

## 液体廃棄物
液体廃棄物は、固形廃棄物より取り扱いがはるかに厄介で複雑であり、環境に放散すると除去は非常に困難または不可能である。液体廃棄物は容易に広がり土壌や地下水などに浸透し、接触したものすべてを即座に汚染する。これにより、生態系内の植物や動物、および汚染された地域内の人間も汚染の悪影響を被る。　

### 産業排水（工業廃水）

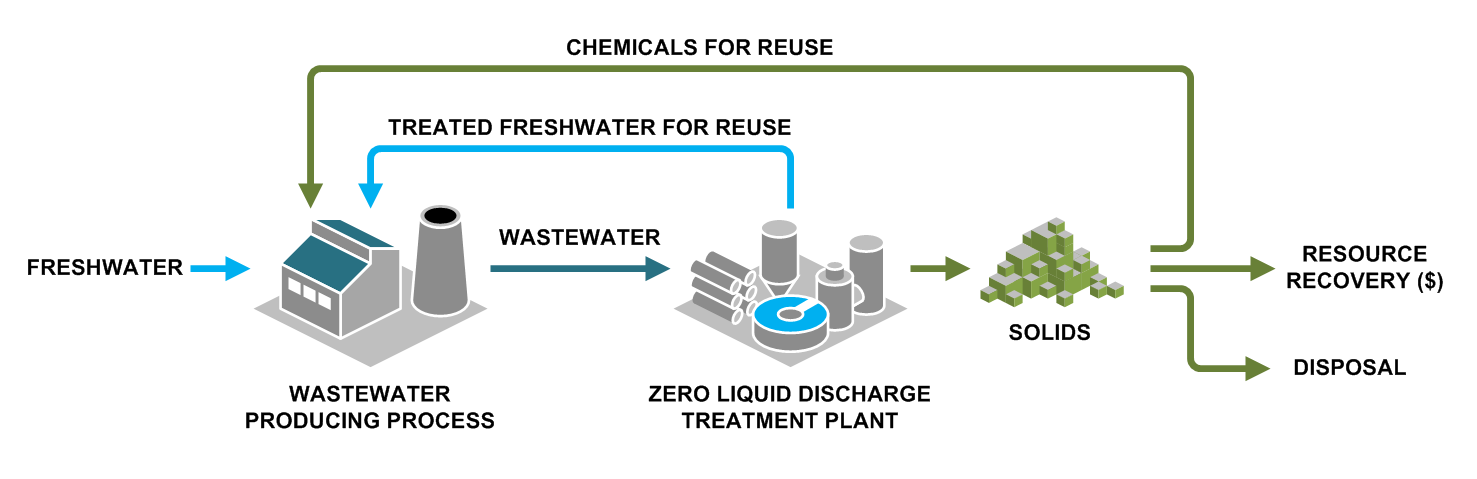
工業プロセスからの廃水は、処理プラントで固形物と処理水に分離し再利用される。

一般家庭からの生活排水は下水処理場で処理される液体廃棄物だがここでは触れない。バッテリー製造、化学製造、発電所、食品産業、鉄鋼業、金属加工、鉱山と採石場、原子力産業、油田およびガスの採掘、石油精製および石油精製・石油化学、薬品製造、パルプ・紙産業、製錬所、繊維工場、工業用油脂、木材保存など、ほとんどの産業は何らかの工業排水を発生させる。特に有機物（例：油や脂肪）、有毒物質（例：重金属、揮発性有機化合物）、アンモニアなどの高BOD栄養分を排水中に生じる産業では、排水の汚染を下水道や河川、湖、海への排水に関する規制に準拠するようにするため浄化処理施設を必要とする。:180:1412　浄化処理施設では、固形物（例：化学的沈殿、ろ過）、油脂、高BOD栄養分や他の有機物、酸およびアルカリやその他有害物質の除去が産業排水に施される。この過程で除去された沈殿など下水汚泥はさらに処理を施される（次項参照）。部分的に下水汚泥を除去した準浄化排水は一般下水道に放流されるが:60、生産プロセス内で再利用されることもある。

### 下水汚泥処理

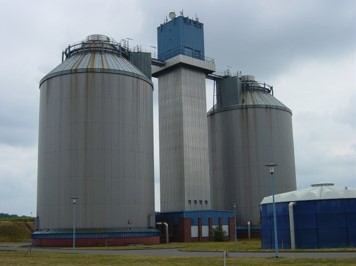
ドイツ、コトブスの下水処理施設における嫌気性消化槽での汚泥処理

下水汚泥処理は、運搬および処分コストを削減し、下水汚泥による環境と健康への悪影響を減少させることを目的とする。下水汚泥の一次汚泥（主汚泥）は下水排水から沈殿槽で取り除かれた固体残渣である。さらに二次処理バイオリアクターまたは無機酸化剤を使用するプロセスで使用される二次沈降槽では二次汚泥が分離される。集約的な下水処理では、これら発生する汚泥を液体ラインから連続的に除去し、汚泥を処理容器内に蓄積させないようにする必要がある。 好気（有酸素）プロセス（アクティブスラッジプロセスなど）は、嫌気（低酸素）プロセスより多くの汚泥を生成する傾向がある。具体的な処理方法は、処理する量および処理コストにより選択される。例えば農村部では空気乾燥および堆肥化は実施可能でも、都市部では利用できる土地が限られているため機械的脱水と好気性消化がより好ましく、可能ならばそれらと下水汚泥をバイオマス発電の燃料として利用するエネルギー回収の組み合わせが奨励される。　これら汚泥処理方法の選択肢は、生成される固形物の量と他の現地特有の条件に依存する。たとえば堆肥化は、好気消化で中規模の処理に適した小規模プラントに最も頻繁に適用され、大規模プラントには嫌気発酵が適している。
汚泥中の重量と体積を減少させるため水分はできるだけ除去する必要がある。そのためプレシックナー（懸濁物を重力下沈降させ水分除去し，濾過や乾燥などの次工程を容易にするための装置）を通すことにより汚泥は脱水される。プレシックナーには、遠心式汚泥シックナー、回転ドラム汚泥シックナー、ベルトフィルタープレスがある。　脱水された汚泥は高温消化、堆肥化、焼却などにより汚泥中の病原体を破壊したのち、農業用土壌改良材として利用されることもある。　しかし汚泥には吸着によって有毒化学物質が含まれている可能性もある。
汚泥からのエネルギー回収は、嫌気発酵によるメタンガスの生成または乾燥した汚泥の焼却により可能だが、回収エネルギーはしばしば、汚泥の水分を蒸発させることや脱水を行う機械に電力供給するのに十分な量は得られない。

### 廃油類
(to be written)

## 国際廃棄物貿易と発展途上国での問題（環境ダンピング）
国際廃棄物貿易は、廃棄物を他の国に輸送してさらなる処理、処分、またはリサイクルを行う国際的な取引を指す。発展途上国はしばしば有害な廃棄物を先進国から輸入する。世界銀行の報告書「What a Waste: A Global Review of Solid Waste Management」は「一般的に、経済の発展と都市化の進展が大きいほど、生産される廃棄物の量も大きくなる」と説明している。すなわち富裕先進国は発展途上国よりも廃棄物をはるかに大量に発生させている。　したがって現在の国際的な廃棄物の主な取引は、廃棄物が先進国から処分のため発展途上国へ輸出されている。
多くの学者や研究者は、1980年代の新自由主義経済政策への転換が世界的な廃棄物取引の急激な増加を促進したとし、貿易自由化はどの国であっても経済的に成功する機会を与えることを意図していたものの、結果としては単に弱肉強食で発展途上国を富裕先進国に奉仕させることになっただけだと主張している。 国際通貨基金（IMF）支持者でさえ「過去数十年間での統合の進展は不均衡であった」と認めている。 　
廃棄物に関してこのことを述べると、新自由主義経済政策の主張は、基盤や富、製造能力が小さい国は、有害廃棄物を受け入れることで利益を得て経済を刺激すべきだというものである。　しかしその結果発展途上国ではほとんど管理されていない廃棄物投棄地が急激に増加している。発展途上国での廃棄物管理は、制度の弱さ、廃棄物管理インフラと資金の不足、急速な都市化などにより慢性的な課題となっており、問題は通常悪化する一方である。　アジア、ラテンアメリカ、アフリカの人口の約2%が、生計を立てるために廃棄物処理に従事していると見積もられている。そのような人々はサポートのネットワークや施設が殆どない中で手作業で廃棄物を扱っており健康へのリスクが大きい上、彼らの子供たちの進学も阻害している。
これらの問題を踏まえて2019年5月、発展途上国への先進国からのプラスチック廃棄物の輸出/輸入を規制し防ぐことを意図し、バーゼル条約にプラスチック廃棄物を含めるための改正が行われた。バーゼル条約の規則に従った規定に基づいて、187か国がプラスチック廃棄物の輸出を制限することに合意した。バーゼル条約の規則に従わない国々との取引は、事前に決定された基準を満たす合意がある場合を除いて禁止されている。にもかかわらず非営利のバーゼル行動ネットワーク（BAN）による国際貿易データの分析によればバーゼル条約の違反が横行している。富裕先進国は発展途上国に数億トンものプラスチックを送りつけ、その多くはその発展途上国で埋め立て、焼却、または自然環境に散乱されている。

## 日本の廃棄物関連法

### 廃棄物の種類
日本の廃棄物処理法では次のように分類される。
- 一般廃棄物
  - 家庭系廃棄物
  - 事業系一般廃棄物
  - 特別管理一般廃棄物
- 産業廃棄物
  - 特別管理産業廃棄物

### 廃棄物処理に関する法律
- 廃棄物の処理及び清掃に関する法律（1970年）
- 浄化槽法（1983年）
- 環境基本法（1993年）
- 容器包装に係る分別収集及び再商品化の促進等に関する法律（容器包装リサイクル法、1995年）
- 特定家庭用機器再商品化法（家電リサイクル法、1995年）
- 建設工事に係る資材の再資源化等に関する法律（2000年）
- 食品循環資源の再生利用等の促進に関する法律（2000年）
- ポリ塩化ビフェニル廃棄物の適正な処理の推進に関する特別措置法（2001年）
- 使用済自動車の再資源化等に関する法律（自動車リサイクル法、2002年）

2024年6月、廃棄物に含まれる資源の再利用促進のための「再資源化事業高度化法」が参院本会議で可決成立した。高度技術なリサイクル再資源化事業計画として認定された場合、廃棄物処理法上の許可手続きなどが省略可能となるなどその事業の展開を促進する内容となっている。認定対象例として紙おむつや太陽光パネルのリサイクル事業、人工知能（AI)を導入しての廃棄物選別事業などを想定している。

## 海外の廃棄物処理

### アメリカ・サンフランシスコ
サンフランシスコは、2009年に廃棄物管理政策を変更し、2030年までにゼロウェイストを目指している。市議会は「強制リサイクルおよび堆肥化法」の制定により、リサイクルや堆肥化を市内すべての事業者や個人に義務化し、発泡スチロールやレジ袋の使用を禁止し、紙袋に料金を課し、ごみ収集料金を引き上げるなどの変更を実施した。正しいリサイクルや堆肥化による廃棄を実行する事業者は財政的に報われ、誤った廃棄に対しては課税される。サンフランシスコ唯一のごみ収集業者であるRecologyによってサービスされる「ファンタスティック3」システムではゴミ収集容器はさまざまなサイズで製造されており、堆肥化用の緑色のものが最も大きく、リサイクル用の青色のものが次に大きく、黒色の埋立地行き一般ゴミ用のものが最も小さい。さらに「有料袋詰め」制により埋立地行き一般ゴミの量に応じた料金体制としており、これによりリサイクルまたは堆肥化が可能な物を他の廃棄物から分離する経済的動機づけとしている。これらの施策により廃棄物の80%を埋立から避けることを達成しており、これは全米の主要都市の中で最も高い割合である。この成果にもかかわらず、サンフランシスコ環境局のデビー・ラファエル局長は、ゼロウェイストはすべての製品が（廃棄を考慮した）新設計になるまでは実現できるものではないと述べている。

### 中国
一般廃棄物の処理率は99%に達し、その内訳は52%が埋め立て、45%が焼却、3%が堆肥化である。

### 英国
イングランドの廃棄物管理政策は、環境・食料・農村地域省（DEFRA）が担当し、「イングランドの廃棄物管理計画」が廃棄物管理政策を総括している。スコットランドなどの分権国では、廃棄物管理政策はそれぞれの専門省庁が責任を持つ。

### デンマーク
環境保護法に基づいて策定される廃棄物管理行動計画をもとに実施される。一般廃棄物は、各地方自治体に回収と処理の義務があり、市町村は4年ごとに廃棄物処理計画を作成することが義務づけられている。一般廃棄物の回収と処理の経費はすべて処理手数料と環境税により賄われており一般会計から当てられることはない。

### スウェーデン
1999年1月に環境政策の総合的な法体系として定められた環境全集をもとに実施される。一般廃棄物の利用者からの料金によって賄われており税金は一切投入されていない。産業廃棄物は鉱山廃棄物を除いて生産者責任の原則により企業が処理を行っている。

### フィンランド
1994年の廃棄物法などに基づいて、1998年8月に国家廃棄物計画と地方廃棄物計画が定められている。廃棄物法により廃棄物処理のための地方税制度が制定され、1996年には廃棄物税が施行された。

### オランダ
環境管理法により一般廃棄物の回収責任は各地方自治体が負担する。産業廃棄物は生産者責任の原則により企業が処理を行っている。環境税や廃棄物税などは総予算に歳入として組み込まれており、廃棄物処理の経費はすべて総予算から拠出される。

### モロッコ
3億ドルの衛生的な埋立システムを稼働している。これは高額な投資だが、国の政府はこれによって、適切な廃棄物処分を怠ることによる損害から4億4,000万ドルを節約したとしている。

### トルコ
トルコは年間約3,000万トンの固形都市ごみを生成しており、一人当たりの年間約400キログラムである。Waste Atlasによれば、トルコのごみ収集率は77％で、健全でない方法によるごみの処分率は69％である。同国は廃棄物管理のための共通の規定を設ける法的枠組みを持ってはいるがその実施プロセスが遅いと見なされている。

### ザンビア
恵まれないコミュニティの生活水準を向上させることを目的としてAssociation for Socio-Economic Advancement of Zambiaが、主に政府や協力パートナーの取り組みを補完している。その主な目標は無秩序なゴミ問題を最小化することであるが、財源の創出や参加者、女性、未熟練の若者への給与支払いによる、失業と貧困の問題の軽減も行っている。

## 廃棄物処理の近代史（海外）

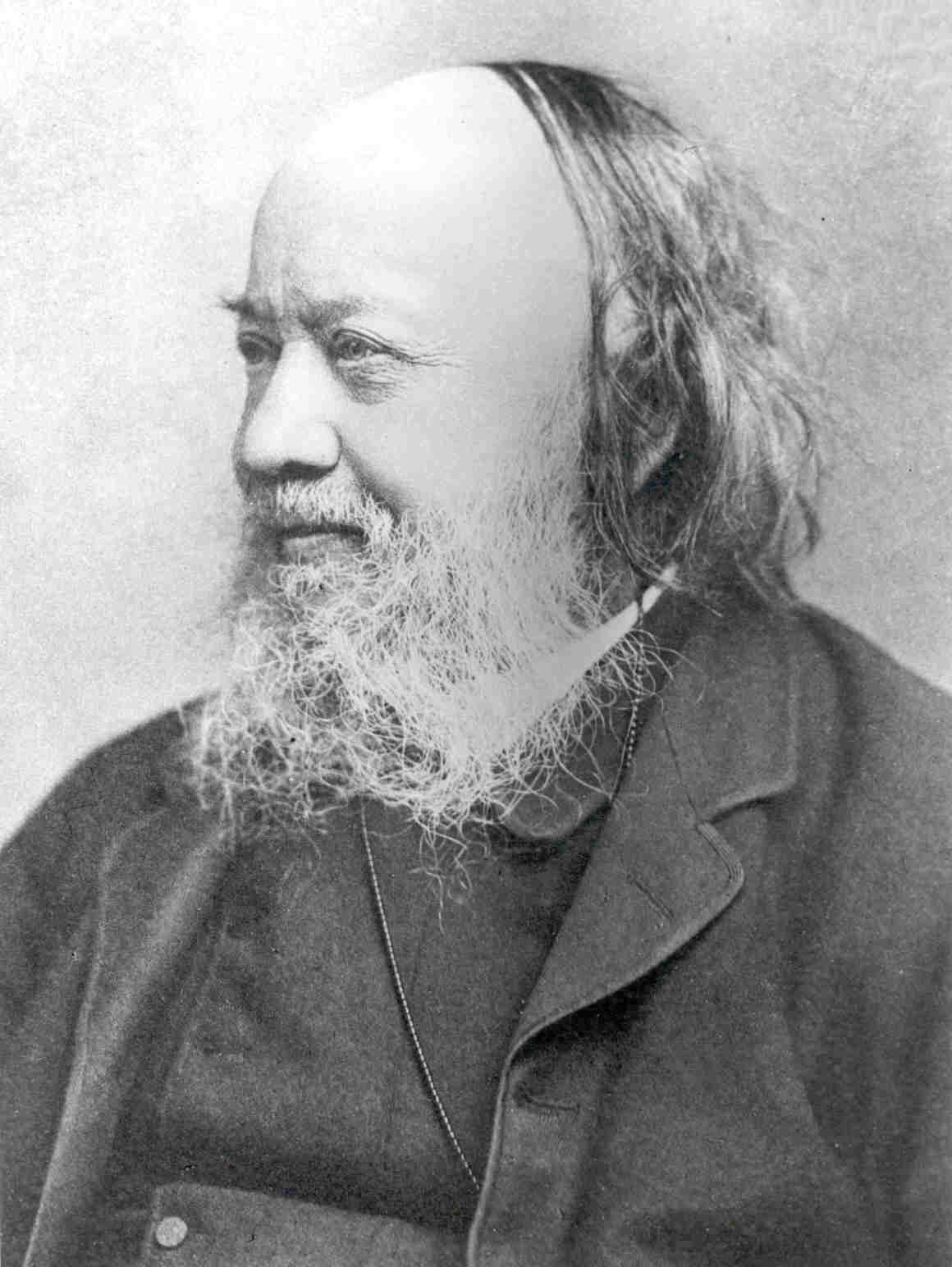
エドウィン・チャドウィックの1842年の報告書「労働者階級の衛生状態」は、廃棄物の排除と処分を目指した初の法律を成立させた。

産業化の始まりと大都市の成長に伴う廃棄物の蓄積が急速に進み、都市の公衆衛生が急速に悪化した。街の道路は汚物で溢れた。　廃棄物の撤去権限を持つ機関の設立は、1751年にコービン・モリスがロンドンで提案した。彼は「都市の清掃は一元的な公共管理の下に置かれ、あらゆる不潔なものはテムズ川を通じて適切な場所に運ばれるべきだ」と提案した。　19世紀中盤までには、深刻なコレラの流行と公衆衛生の論議に刺激されて、この問題に関する初の法律が制定された。ここで非常に影響力を持ったのは社会改革者であるエドウィン・チャドウィックの1842年の報告書「労働者階級の衛生状態」 であり、彼は廃棄物の排除と管理施設の重要性を主張した。
1846年のNuisance Removal and Disease Prevention Act（迷惑排除および疾病予防法）が、ロンドンで廃棄物管理を進化させる原点となった。 The Metropolitan Board of Works（都市委員会）は急速に拡大する都市のために衛生管理を一元化した最初の機関であり、1875年のPublic Health Act（公衆衛生法）によって、すべての世帯が廃棄物を毎週「移動可能な容器」中に廃棄することが義務付けられ、これが世界初のゴミ収集用容器である。 19世紀にはアシャンティ帝国にクマシおよびその周辺の衛生に責任を持つPublic Works Department（公共事業部門）が存在しており、道路・通路を毎日清潔に保ち、各市民に対して自分たちの敷地を清潔にし雑草を取り除くよう命じた。

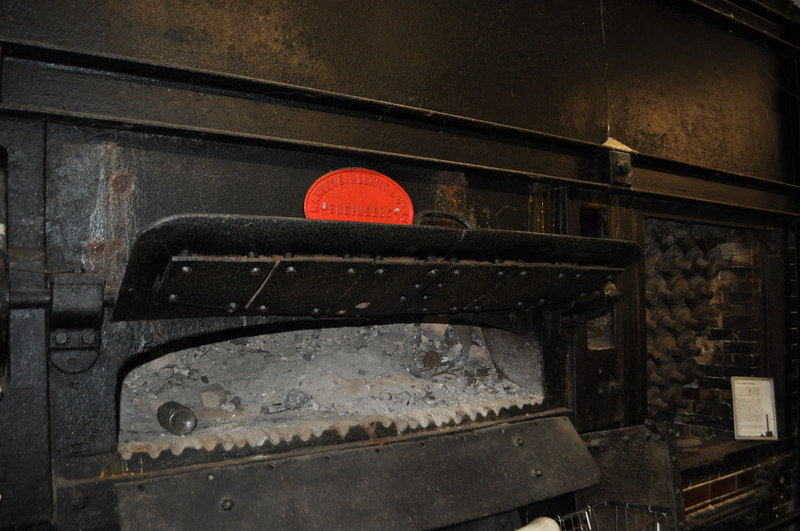
1894年のManlove, Alliott & Co. Ltd.によるゴミ焼却炉。廃棄物処理のための焼却炉の使用は、19世紀後半までに一般的になった。

廃棄物の急激な増加は、初の焼却プラント（当時はデストラクターと呼ばれた）の設立につなった。1874年、最初の焼却炉がアルフレッド・フライヤーの設計により、Manlove, Alliott & Co. Ltd.によってノッティンガムに建設された。 しかしこれらは、生成する大量の灰が近隣地域に漂うことで反対に遭遇した。　20世紀初頭には北アメリカの大都市でも同様の廃棄物処理システムが登場した。1895年には、ニューヨークがアメリカで初めての公共セクターの廃棄物管理を開始した。
初期のゴミ収集車は、馬に引かれるオープンボディのダンプ車であったがこれらは20世紀初頭にエンジン駆動化された。悪臭排除のためのダンピングレバー機構を備えた最初のクローズドボディのゴミ収集車は、1920年代にイギリスで導入された。これらはすぐにホッパーメカニズムが装備され、スクーパーが床の高さで積み込まれ、その後機械的に上げられて廃棄物を収集車に投棄する仕組みとなった。1938年のGarwood Load Packerは、ゴミ圧縮装置を組み込んだ最初のゴミ収集車であった。

## 関連する専門学術誌のリスト
- Environmental and Resource Economics
- Environmental Monitoring and Assessment
- Journal of Environmental Assessment Policy and Management
- Journal of Environmental Economics and Management

### 関係Webサイト
- 環境省Webサイトより
  - 廃棄物等の処理｜環境再生・資源循環
  - 廃棄物処理技術情報
- 廃棄物の適正処理 - 九都県市首脳会議廃棄物問題検討委員会
- 廃棄物の処理及び清掃に関する法律 - 『e-Gov法令検索』(デジタル庁)より
- 廃棄物処理法とは？ルール・罰則をわかりやすく解説 - 山一商事Webサイトより

### 関係映像
- 一般廃棄物処理
  - 『環境教育ビデオシリーズ　江戸のリサイクルに学ぶ』 - 300年前、世界一の人口100万人を抱えた江戸の街がどのようにして生活物資の供給、ゴミや汚水処理をしていたかを解説する作品。『科学映像館』より
  - 『フィルムライブラリー「保健と福祉の昭和」No.6 ごみ』 - 昭和38～39(1963～1964)年《高度経済成長期》。保健福祉広報協会YouTube内公式アカウントより
  - 【懐かし映像】昭和のごみ収集（1986年） - 1986年(昭和61年)当時の旭川市小学校社会科教材として制作。ゴミの分別収集が始まる前、すべて埋立て処分していた頃の様子。北海道録画センターYouTube内公式アカウントより
  - 【新潟シティチャンネル】サイチョと学ぼう・新潟市ごみと資源物のゆくえ（本編版） - 新潟市YouTube内公式アカウントより
  - 「ごみの処理とリサイクル～ゴミ君と行くごみ再生旅行～」分別されたごみのリサイクル・もしも分別されなかったら - 「とっとり動画ちゃんねる」(鳥取県令和新時代創造本部広報課)YouTube公式チャンネルより
- その他廃棄物処理
  - 『下水道―浄化と再利用―』 - 神鋼電機の企画の下で東京文映が制作。『科学映像館』より
  - 日本の廃棄物処理・リサイクル技術～持続可能な社会に向けて～ - 環境省YouTube内公式アカウントよりより
  - サニックスの廃液処理・リサイクル - サニックスYouTube内公式アカウントよりより
  - 北のビジネス最前線「廃棄物資源リサイクルで「持続可能」な社会を〜鈴木商会の取り組み〜」2021年10月17日放送 - 北海道放送YouTube内公式アカウントよりより
  - 【北海道・SDGs】杉村太蔵が現地取材～「捨てる」から「生かす」へ　石膏ボードリサイクルの今【2023年2月23日放送】 - テレビ北海道YouTube内公式アカウントよりより